# Frédéric Amorison

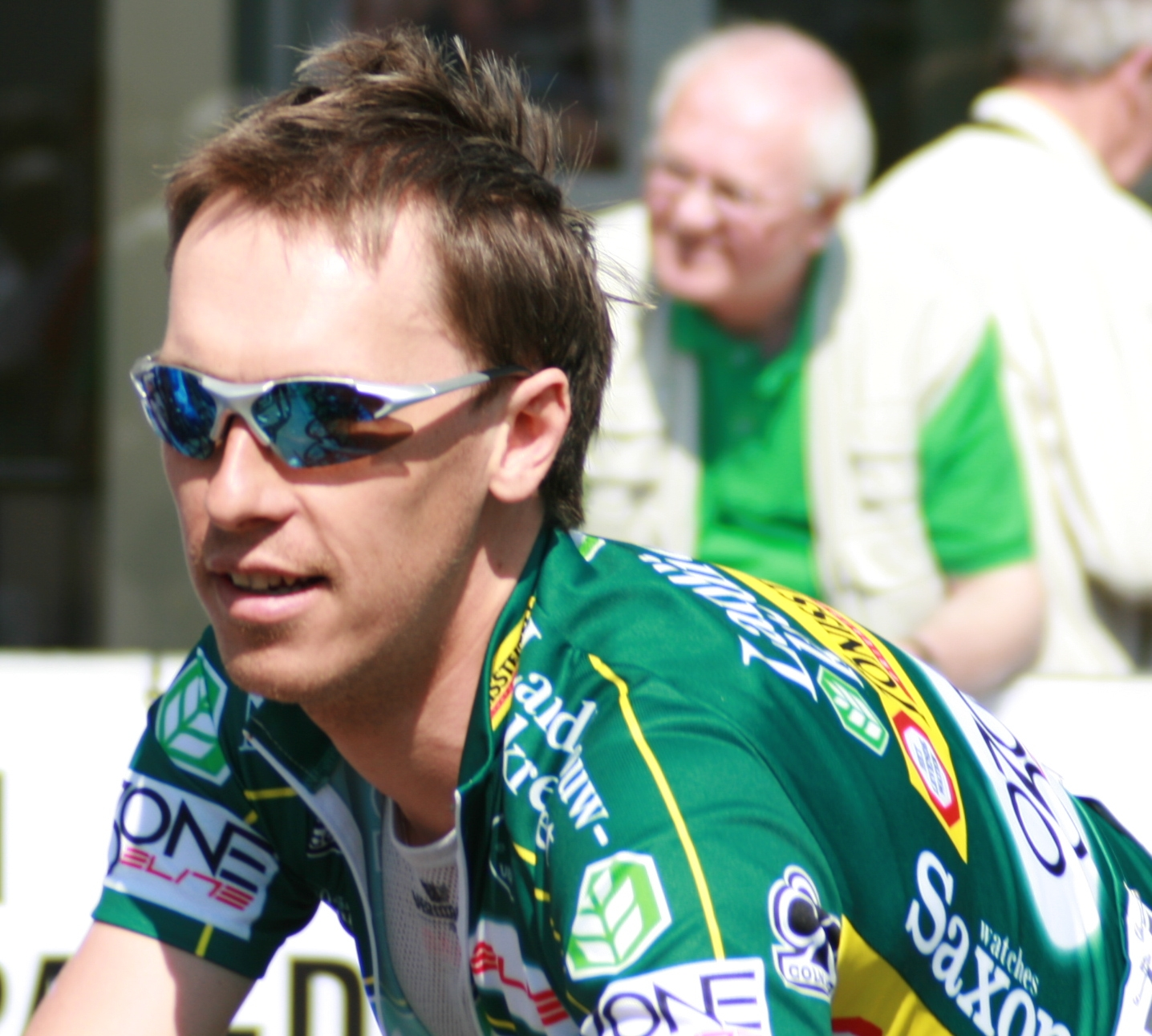
Frédéric Amorison bei den Vier Tagen von Dünkirchen 2008

Frédéric Amorison (* 16. Februar 1978 in Belœil) ist ein ehemaliger belgischer Radrennfahrer und späterer Sportlicher Leiter.
Frédéric Amorison fuhr 2001 als Stagiaire bei dem belgischen Radsportteam Lotto-Adecco und erhielt dort im nächsten Jahr seinen ersten regulären Vertrag. Dort gewann er im Sommer den Sparkassen Giro Bochum und eine Etappe der Tour de la Région Wallonne. Im Jahr 2010 gewann er die Dwars door het Hageland und 2011 sowie 2012 De Vlaamse Pijl.
Im Jahr 2015 wurde Frédéric Amorison Sportdirektor seines letzten Radsportteams als Aktiver, Wallonie-Bruxelles.

## Erfolge
2002
- Sparkassen Giro Bochum
- eine Etappe Tour de la Région Wallonne

2010
- Dwars door het Hageland

2011
- De Vlaamse Pijl

2012
- De Vlaamse Pijl
- Grote Prijs Jean-Pierre Monsére

## Teams
- 2002 Lotto-Adecco
- 2003 Quick Step-Davitamon
- 2004 Quick Step-Davitamon
- 2005 Davitamon-Lotto
- 2006 Landbouwkrediet-Colnago
- 2007 Landbouwkrediet-Tönissteiner
- 2008 Landbouwkrediet-Tönissteiner
- 2009 Landbouwkrediet-Colnago
- 2010 Landbouwkrediet
- 2011 Landbouwkrediet
- 2012 Landbouwkrediet-Euphony
- 2013 Crelan-Euphony
- 2014 Wallonie-Bruxelles